# Gle Leumo (berg i Indonesien, lat 5,41, long 95,26)
Gle Leumo är ett berg i Indonesien.   Det ligger i provinsen Aceh, i den västra delen av landet, 1 800 km nordväst om huvudstaden Jakarta. Toppen på Gle Leumo är 410 meter över havet.
Terrängen runt Gle Leumo är varierad. Havet är nära Gle Leumo västerut.Runt Gle Leumo är det ganska tätbefolkat, med 155 invånare per kvadratkilometer. Närmaste större samhälle är Banda Aceh, 17,6 km norr om Gle Leumo. I omgivningarna runt Gle Leumo växer i huvudsak städsegrön lövskog.